# Sindicat Vitivinícola i Caixa Rural de Sant Medir
Sindicat Vitivinícola i Caixa Rural de Sant Medir va ser una cooperativa fundada per 51 viticultors de Sant Cugat del Vallès el gener de 1921. Anteriorment, havia existit a Sant Cugat del Vallès el Sindicat Agrícola i Caixa Rural de Sant Pere fundat el 25 de juliol de 1906 i que va persistir fins a la fusió dels sindicats agrícoles ordenada per la Generalitat a la tardor del 1936.

## Història
L'objectiu principal del sindicat era fer vi conjuntament per treure més rendiment a la producció de raïm i el seu treball. per aquesta raó van promoure la construcció d’un celler cooperatiu per dur a terme la vinificació i conservar-hi el vi fins a la seva venda. El 24 de maig de 1921 li van encarregar a Cèsar Martinell i Brunet, arquitecte especialista en la construcció de cellers cooperatius, la construcció del celler amb un crèdit de 50.000 pessetes. L'any 1923 ja eren 74 socis.
El primer president va ser Joaquim Prou Margenat, propietari de Can Volpelleres. que va ser substituït a cap de poc temps per Ricard Ragull Alabau, propietari de Can Magí, el secretari va ser: Francesc Fàbregas Malla. Discrepàncies sobre la compra del per construir el celler porten a la dimissió de la junta i alL’agost de 1921 s’escull a Josep Feliu Aymerich com a president, proper als republicans, amb Josep Moncunill Sabaté a la secretaria. Això comporta que abandonin la cooperativa els grans propietaris de la vila.
Durant els anys vint se succeeixen com a presidents, Martí Vilaró Canudas (1921-1923), Tomàs Grau (1923-1925), Miquel Buscallà Grau (1925-1929), Josep Serra Reig (1929-30). El 1931 és elegit president Josep Grau Rodó que serà reelegit el 1932. Durant aquests anys milloren de les instal·lacions i es creen noves seccions, com la de suport als pagesos malalts o la de justícia, encarregada de resoldre els contenciosos entre socis. Entre 1933 i 1935 va ser president en Josep Aguilar Serra, substituït el 1936 pel Francesc Viñeta Raurell.
Els diferents moments polítics que va viure, però, van condicionar la seva autonomia. El 15 de setembre de 1936, durant la Guerra Civil, es van fusionar els tres sindicats cooperatius agraris existents a Sant Cugat, sota el nom d'Unió de Rabassaires i després Pins del Vallès. Es va elegir president a Jaume Grau Mercè. En el franquisme continua sent una secció d’un sindicat unificat, amb el nom de San Pedro. El 1940 s'anomenarà Sindicato Agropecuario, per finalment el setembre de 1941 esdevindrà la Hermandad Sindical de Labradores y Ganaderos, el qual va ser president en Jaume Garriga Vilà. El 1946 va tornar a canviar de nom constituint-se en la Cooperativa Vitivinícola de Sant Cugat del Vallès, amb òrgans de govern independents, tot i que va restar enquadrada i molt vinculada a la Hermandad.
L’època de màxima esplendor va ser durant els anys cinquanta, en els quals la Cooperativa Vitivinícola de Sant Cugat va ser no només un referent de la pagesia local, sinó també de les comarques de Barcelona. Després de la dècada daurada de 1950, en què s’assolí el màxim de producció, començà a minvar progressivament l’activitat. Hi va incidir molt importantment la crisi en el sector, però sobretot el fet que el Sant Cugat rural que fins aleshores vivia del treball del camp començava ja a transformar-se en ciutat.
El 1988 es va fer la darrera vinificació, i es van anar tancant gradualment els altres serveis agrícoles. Es van començar a enderrocar els edificis auxiliars, Al 1996 la cooperativa es va convertir en una SL, la Vitivinícola de Sant Cugat del Vallès.